# Saint-Honoré, Québec
Saint-Honoré är en stad (kommun av typen ville) och tätort (centre de population) i provinsen Québec i Kanada. Den ligger i regionen Saguenay–Lac-Saint-Jean, i den östra delen av landet, 500 km nordost om huvudstaden Ottawa.